# Los Molares
Los Molares es un municipio español de la provincia de Sevilla, Andalucía, situada en la comarca de La Campiña. En 2022 contaba con 3559 habitantes. Su extensión superficial es de 42,78 km² y tiene una densidad de 83,2 hab/km². Sus coordenadas geográficas son 37° 09′ N, 5° 43′ O. Se encuentra situada a una altitud de 75 metros y a 44 kilómetros de la capital de provincia, Sevilla. Pertenece al Partido Judicial de Utrera y desde 1988 forma parte de la Mancomunidad de Municipios del Bajo Guadalquivir.

## Historia
El poblamiento de Los Molares se remonta al Neolítico, en torno al 4000-3500 a. C. De esta época existe una necrópolis megalítica en la zona más septentrional del casco urbano, con unos dólmenes de planta en L, dos de ellos excavados hace años: el primero (Dolmen de Cañada Real) por Juan de Mata Carriazo y Arroquia (1968) y el segundo (Dolmen de El Palomar) por el Museo Arqueológico Provincial (1980-81). Restos del poblado al que pertenece esta necrópolis megalítica se han podido excavar en 2006.
Algo posterior a este poblado es El Amarguillo II, adscrito al periodo Calcolítico. Fue descubierto por Manuel M.ª Ruiz Delgado, y excavado parcialmente por Rosario Cabrero García entre 1986 y 1987.
Hay que destacar también el poblamiento turdetano, así como la abundancia de villas romanas, dependientes de la cercana ciudad de Salpensa. En 2006 la excavación dirigida por Ezequiel Gómez Murga ha puesto de manifiesto la existencia de un complejo alfarero para material constructivo en las inmediaciones del perímetro urbano actual, lo que puede indicar la existencia en época romana de una aglomeración rural de relativa importancia en el lugar que hoy ocupa la población. De la importancia de la explotación del aceite da fe una dedicación a la diosa Minerva.
El poblamiento medieval cristiano, germen de la población actual, se inicia a comienzos del siglo XIV, cuando el rey Fernando IV concede el lugar a Lope Gutiérrez de Toledo, como premio a su actuación en una campaña de la Reconquista, concretamente en el sitio de Algeciras (1309). Este construye el castillo que actualmente adorna la población, y su hijo de igual nombre propiciará el poblamiento del lugar a partir de 1336, año en que el rey Alfonso XI le concede la correspondiente carta puebla.
En 1430 Los Molares pasa a la familia Ribera, tradicionales Adelantados Mayores de Andalucía, más tarde conocidos como duques de Alcalá, y posteriormente agregados la casa de Medinaceli.
A finales del siglo XV comienza una época próspera para el pueblo, al iniciarse una feria comercial, especializada en todos los géneros de tejidos. Esta feria será considerada como la segunda más importante de la península ibérica después de la de Medina del Campo, conservándose importante documentación al respecto como varios documentos de los Reyes Católicos. En este contexto, entre los años 1569 y 1584 la población tiene como gobernador del castillo y juez principal de la villa al célebre poeta sevillano Baltasar del Alcázar (1530-1606), mayormente conocido por su Cena Jocosa.
A mediados del siglo XVII decae la feria debido a las epidemias de peste que asolaron todo el territorio hispánico, y con ella, también la entidad del municipio. En 1837 deja de ser villa de señorío, y la propiedad del castillo y su tierra pasa por varias manos. En 1876, debido a la imposibilidad de seguir gobernándose por sí mismo, el municipio se agrega a la cercana villa de Utrera; situación en la que permanece hasta 1919.
Actualmente Los Molares es un municipio en pleno crecimiento.

## Geografía humana

### Demografía
Cuenta con una población de 3636 habitantes (INE 2024).
| Gráfica de evolución demográfica de Los Molares entre 1842 y 2021 |
| |
| Población de derecho según los censos de población del INE Población de hecho según los censos de población del INEEntre el censo de 1920 y el anterior, aparece este municipio porque se segrega del municipio 41095 (Utrera) Entre el censo de 1877 y el anterior, este municipio desaparece porque se integra en el municipio 41095 (Utrera) |

| 2,800                     | 2,874 | 2,947 | 2,991 | 3,042 | 3,186 | 3,310 | 3,400 | 3,459 | 3,522 | 3,508 |
| (Fuente: INE [Consultar]) |       |       |       |       |       |       |       |       |       |       |

## Fiestas
- Carnaval:Se celebra a finales febrero y tiene una duración de 2 días el primero donde hay un pasacalles y el segundo donde salen todas las agrupaciones locales y cada vez son más las que vienen de fuera ya que es un carnaval muy recomendable para ir a visitarlo cuenta además con toque de carnaval gaditano.

- Semana santa:Es en esta fecha cuando salen en procesión Ntr. padre Jesús nazareno acompañado de Ntra Sra de los dolores
- Romería de Ntra. Sra. de Fátima: Se celebra el domingo más cercano al día 13 de mayo, festividad de la  Santísima Virgen de Fátima. Esta venerada imagen de la Madre de Dios goza de gran veneración entre los molareños, por lo que ostenta los títulos de Alcaldesa Perpetua y medalla de oro de Los Molares.

- Feria en honor a Santa Marta: En torno al 29 de julio, festividad de Santa Marta; día en que la imagen sale en procesión por las calles del pueblo.

- Mercado Medieval: Conmemora la antigua feria de paños, conocida popularmente como Feria de la Seda. Suele celebrarse el primer fin de semana de octubre, si bien hasta el año 2007 se realizaba a finales de septiembre:
  - I Mercado Medieval (24 y 25 de septiembre de 2005).
  - II Mercado Medieval (23 y 24 de septiembre de 2006).
  - III Mercado Medieval (22 y 23 de septiembre de 2007).
  - IV Mercado Medieval (4 y 5 de octubre de 2008).
  - V Mercado Medieval ( 3 Y 4 de octubre de 2009)
  - VI Mercado Medieval (2 Y 3 de octubre de 2010).

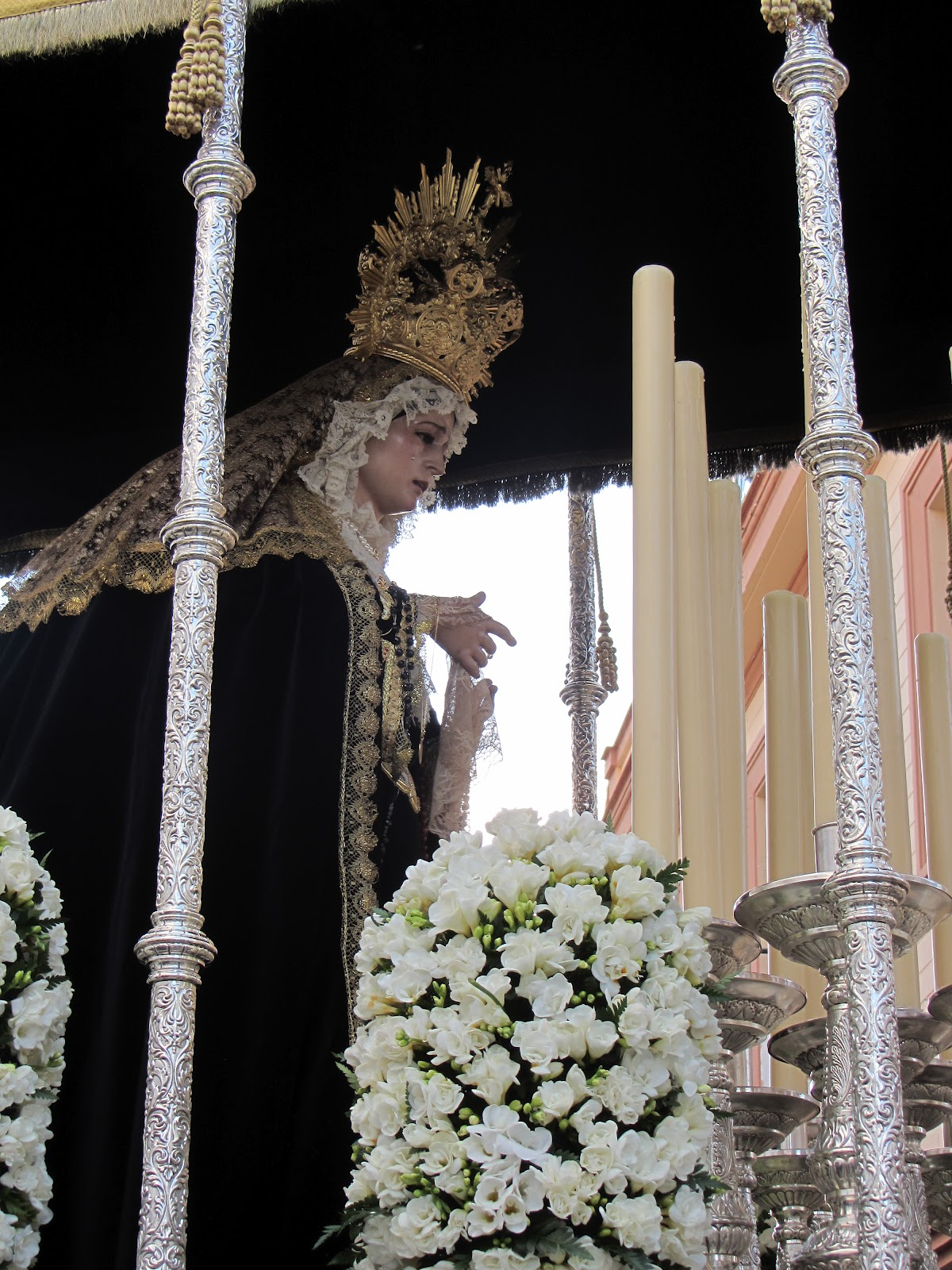
Virgen de los dolores de Los Molares

  - Etc.

## Monumentos
Los edificios más destacados de la población son:
- La iglesia parroquial de Santa Marta. Se trata de una iglesia de estilo mudéjar, que fue reformada en el siglo XVIII y a mediados del siglo XX. En el interior destaca una escultura de Santa Clara, de mediados del siglo XVII.
- El castillo, de origen medieval, fue construido antes de 1336. Ha sido sometido a varias restauraciones; la más trascendental la que realizó el utrerano Enrique de la Cuadra hacia 1892. Actualmente es visitable.
- El dolmen de Cañada Real. Es unos de los vestigios arqueológicos más antiguos conocidos en la localidad, concretamente con más de seis mil años de antigüedad. Fue en 1968 cuando se excavó por primera vez por Juan de Mata Carriazo y ahora se están realizando las maniobras pertinentes para volver a desenterrar la historia de este monumento funerario que perteneció a una necrópolis megalítica de la primera mitad del IV a. C.

## Feria en honor a Santa Marta
La Feria de Los Molares se celebra alrededor del día 29 de julio, día de su excelsa patrona y día en la que se celebra una procesión en su honor donde la patrona de esta hermosa localidad sevillana recorre las calles acompañada por una gran multitud de personas, no solo por los molareños, sino que cada vez vienen más personas de las localidades vecinas. No es extraño que algunos cantantes e incluso modelos de dejen ver durante la procesión o la feria. Durante la procesión de la santa imagen de Santa Marta son múltiples las petaladas, espectáculos pirotécnicos, etc. Y cada vez son más las banderas, luces, banderolas, carteles gigantes, adornos, flores, lazos y hasta bombas de humo que llenan el cielo de esta localidad con los colores de su patrona, colores que están presente en la bandera de la localidad el verde, rojo y amarillo, este último con menor importancia. Sin duda es algo que a todos los que van por primera vez hace que se queden impresionados y quieran repetir. El paso de Santa Marta recorre la iglesia hacia su puerta de salida acompañada de la marcha Caridad Del Guadalquivir y su hora de salida es normalmente en torno a las 20:30 hora para que esta programada y la procesión termina cuando Santa Marta regresa a su templo y todos los molareños le cantan su Himno, sobre las 00:00 para así despedirse de su excelsa patrona otro año y empezar a contar los días para que vuelvan a sonar las campanas y el cielo se ilumine con cohetes anunciando que la vecina más antigua de Los Molares esta a punto de iluminar las calles con su presencia.   

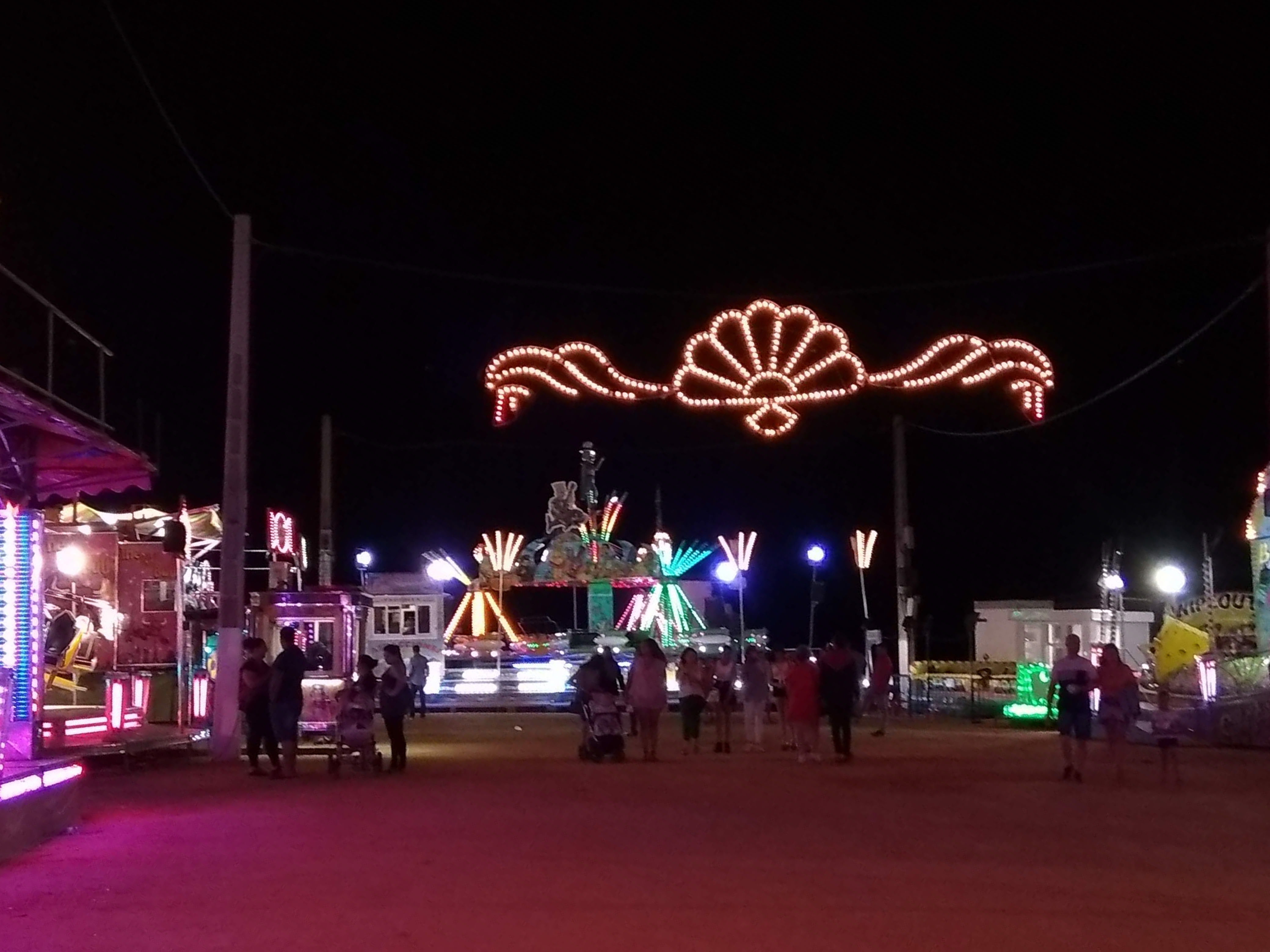
Atracciones en la Feria de Santa Marta

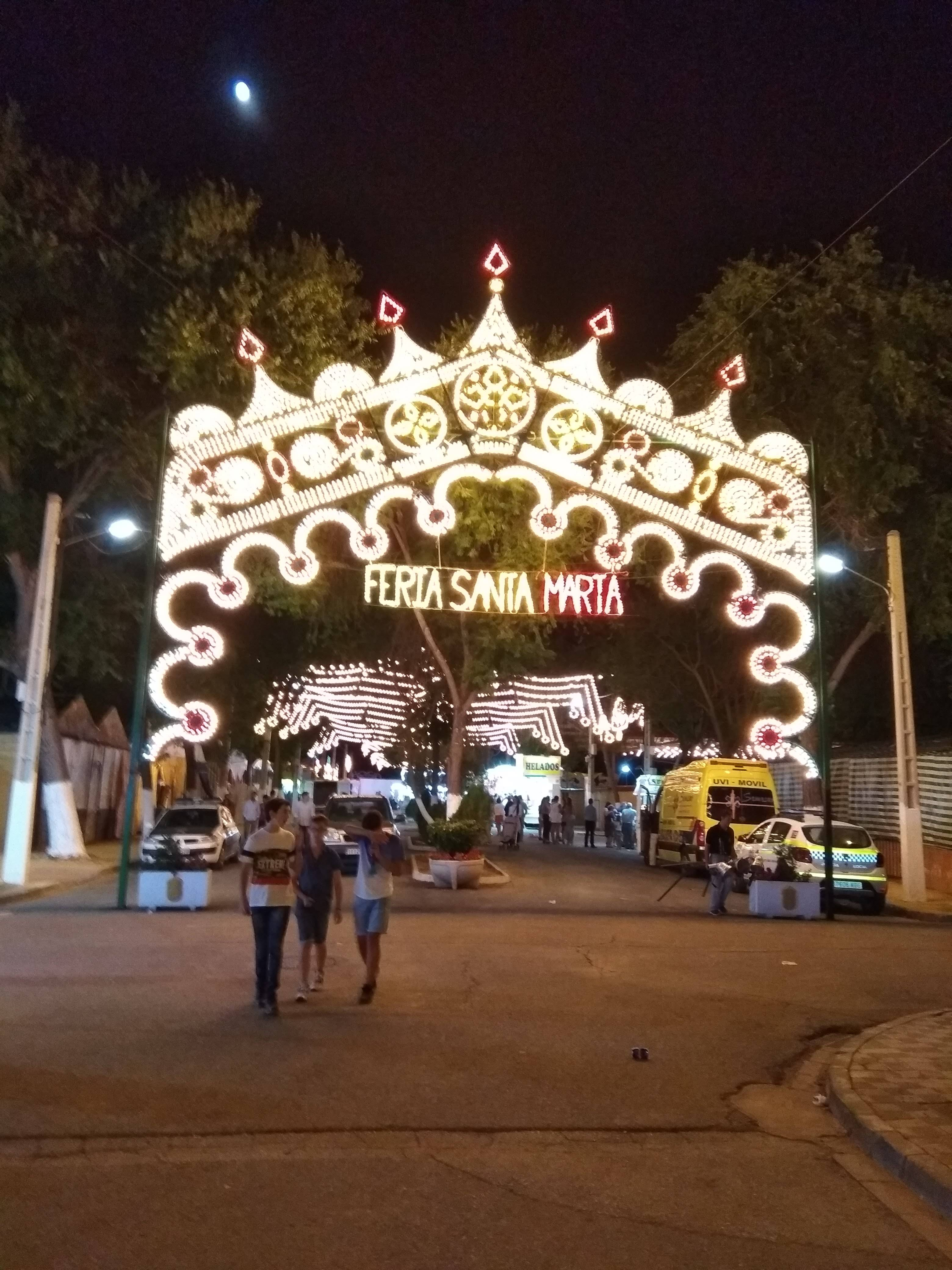
Portada de la Feria de Santa Marta de Los Molares

## Fotos procesión de Santa Marta

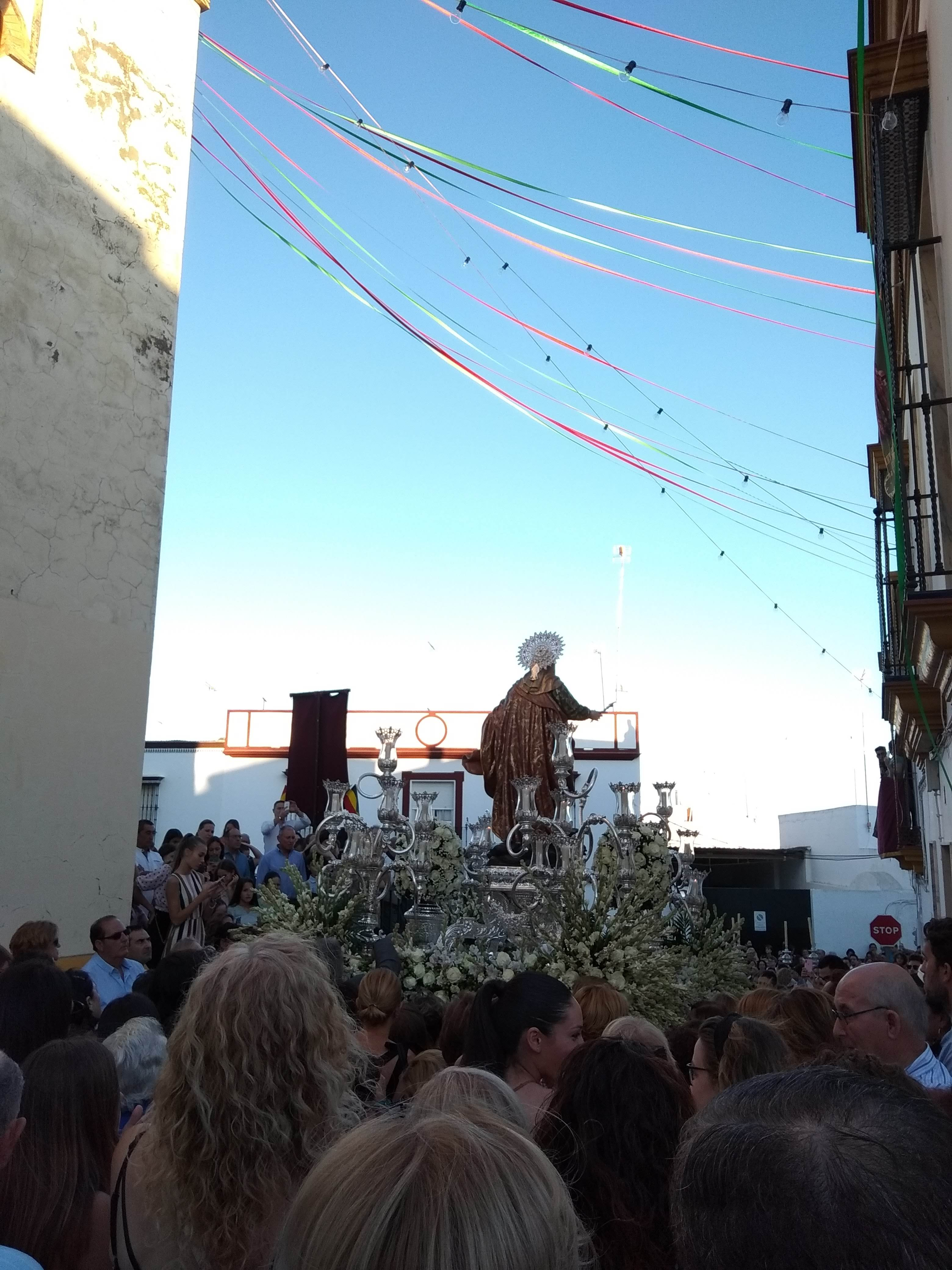
Salida de Santa Marta de su templo

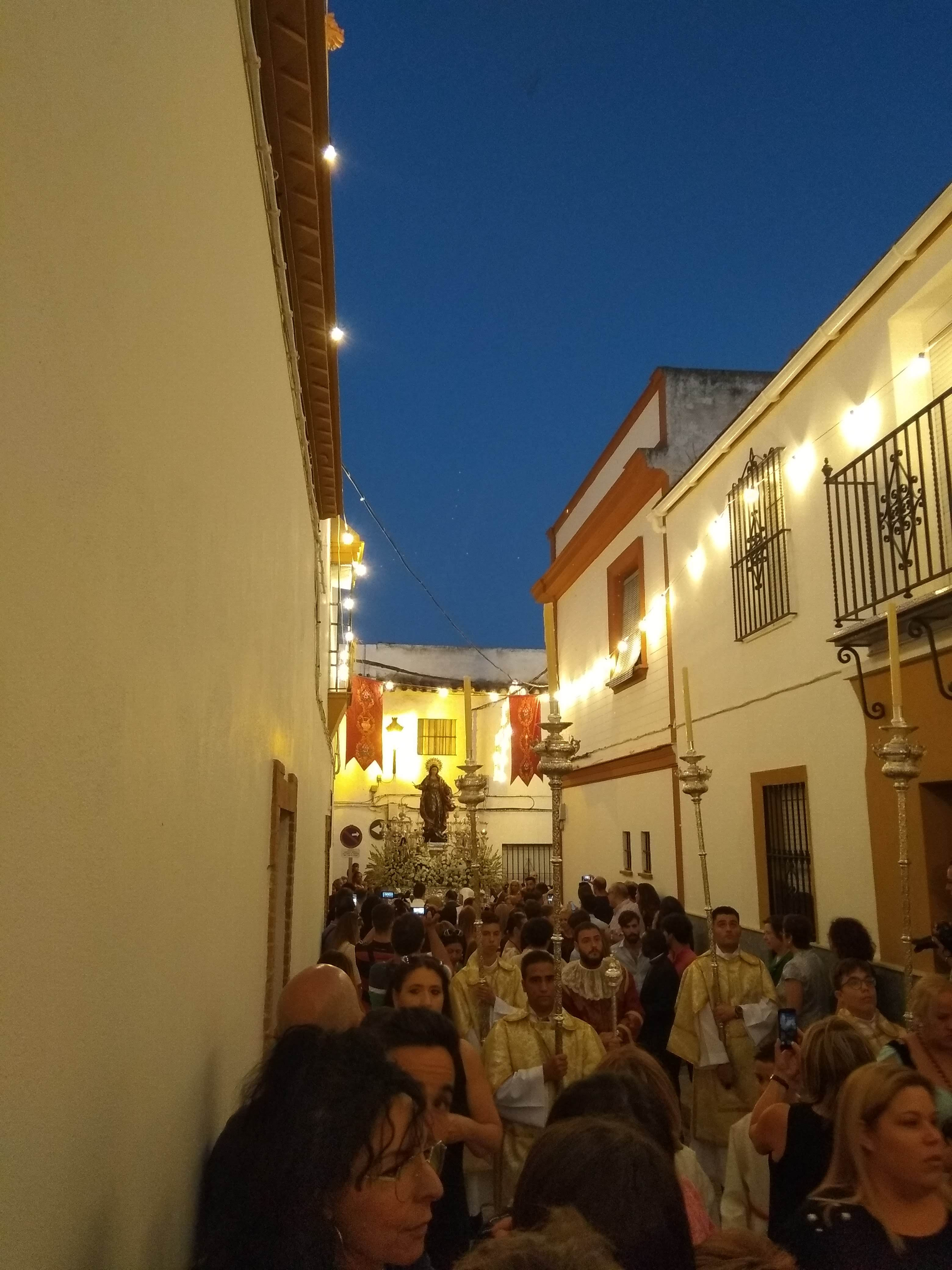
Santa Marta por la calle del Reloj

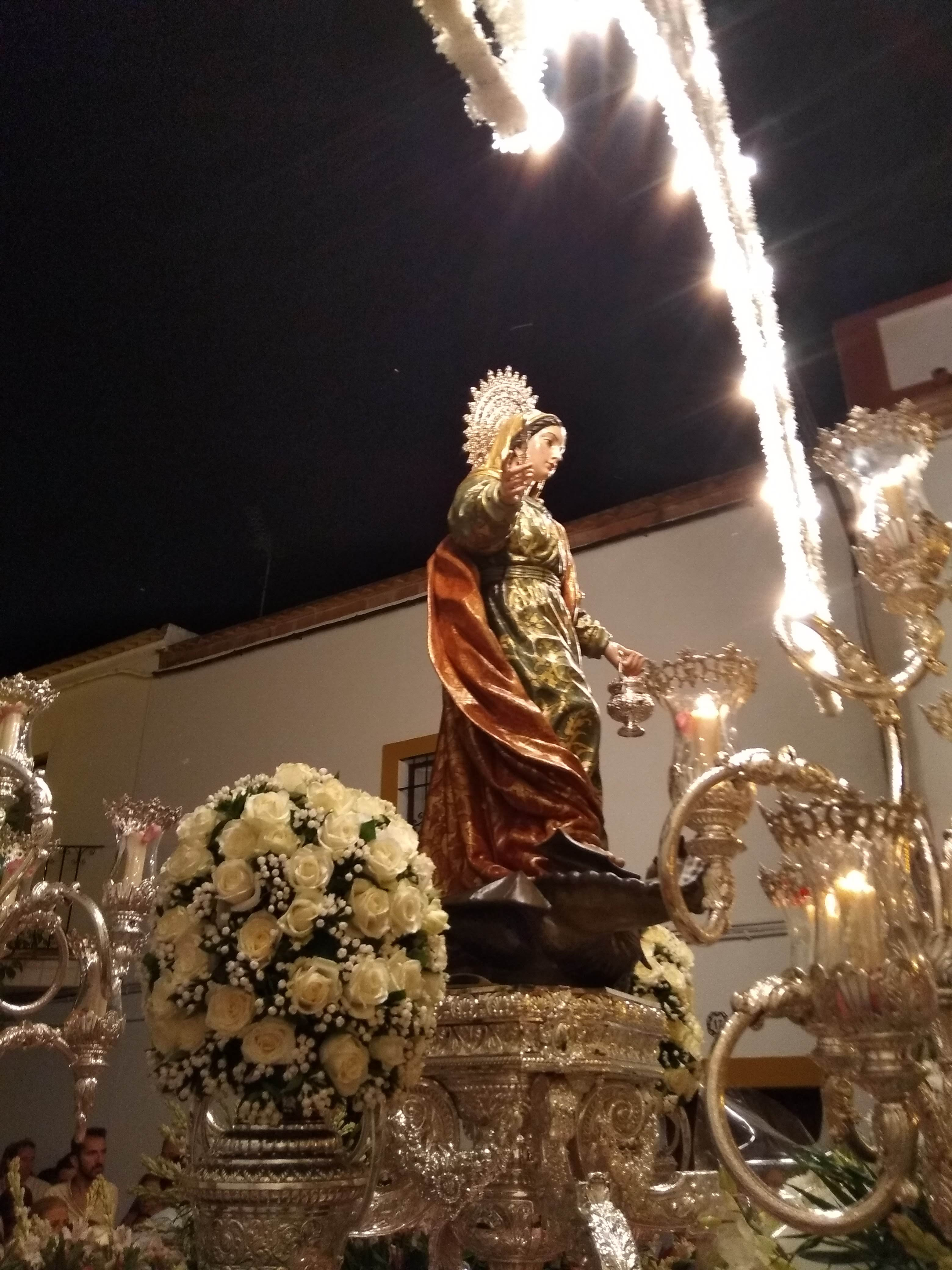
Santa marta de recogida

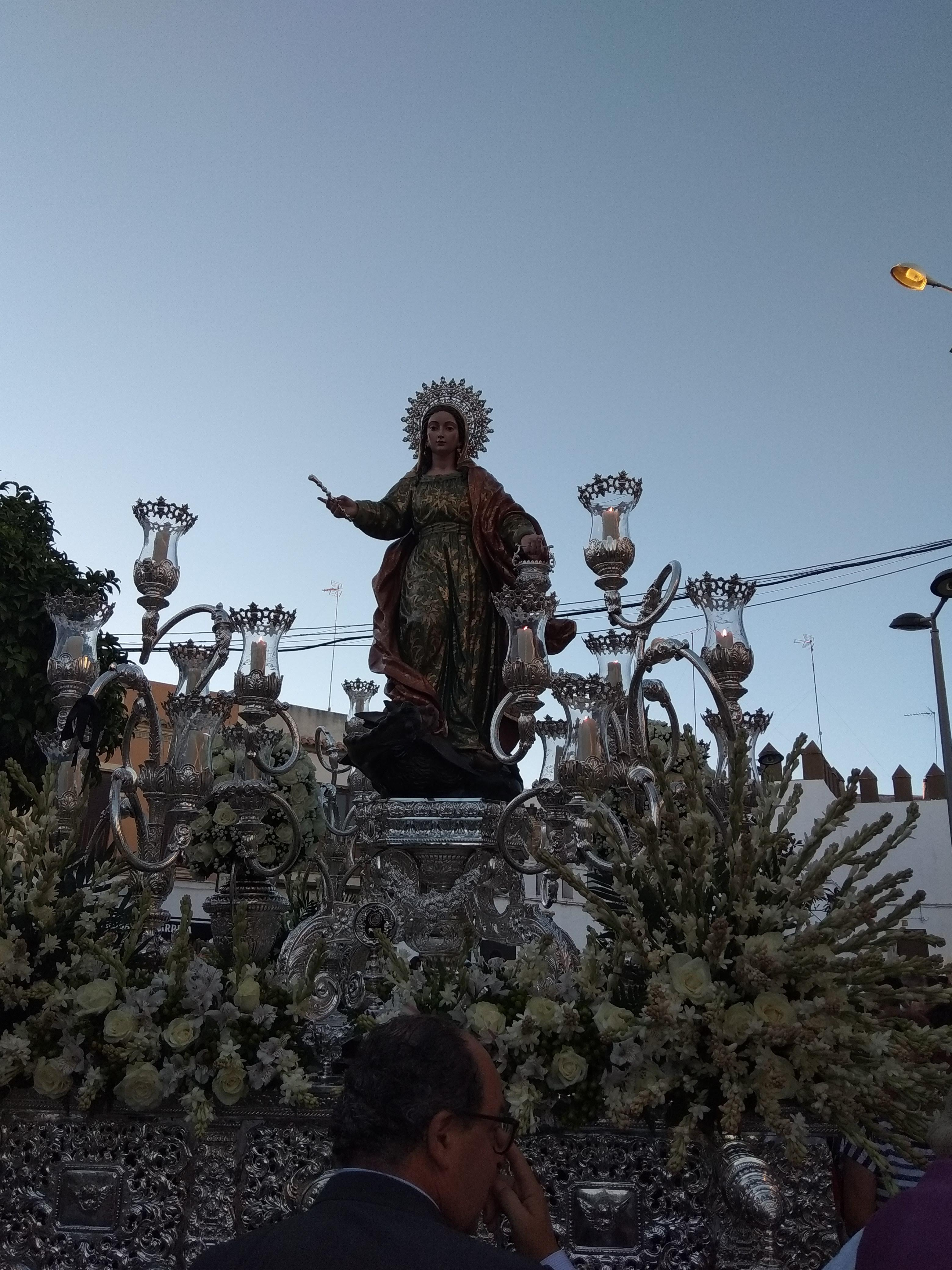

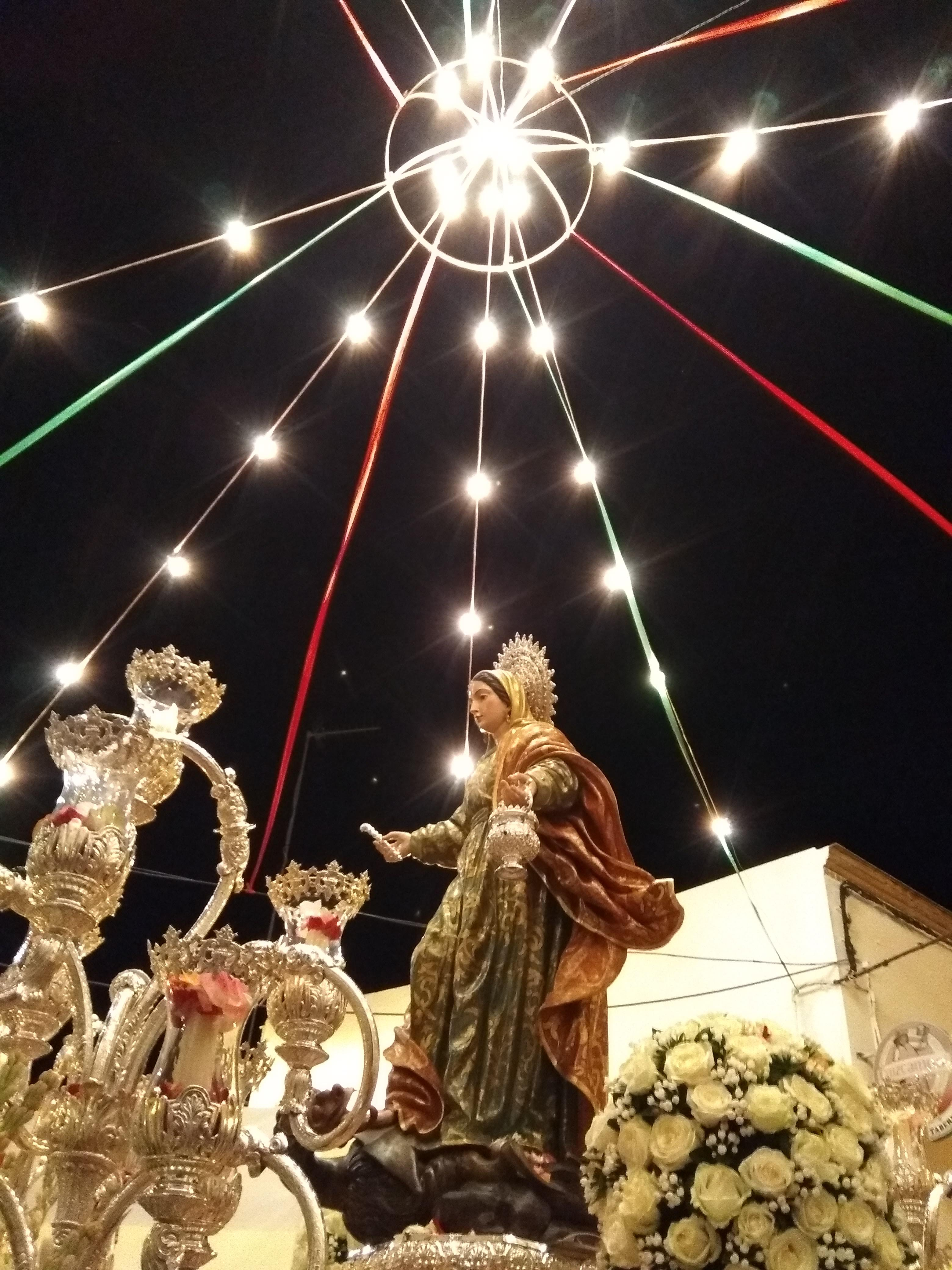
Santa Marta en procesión

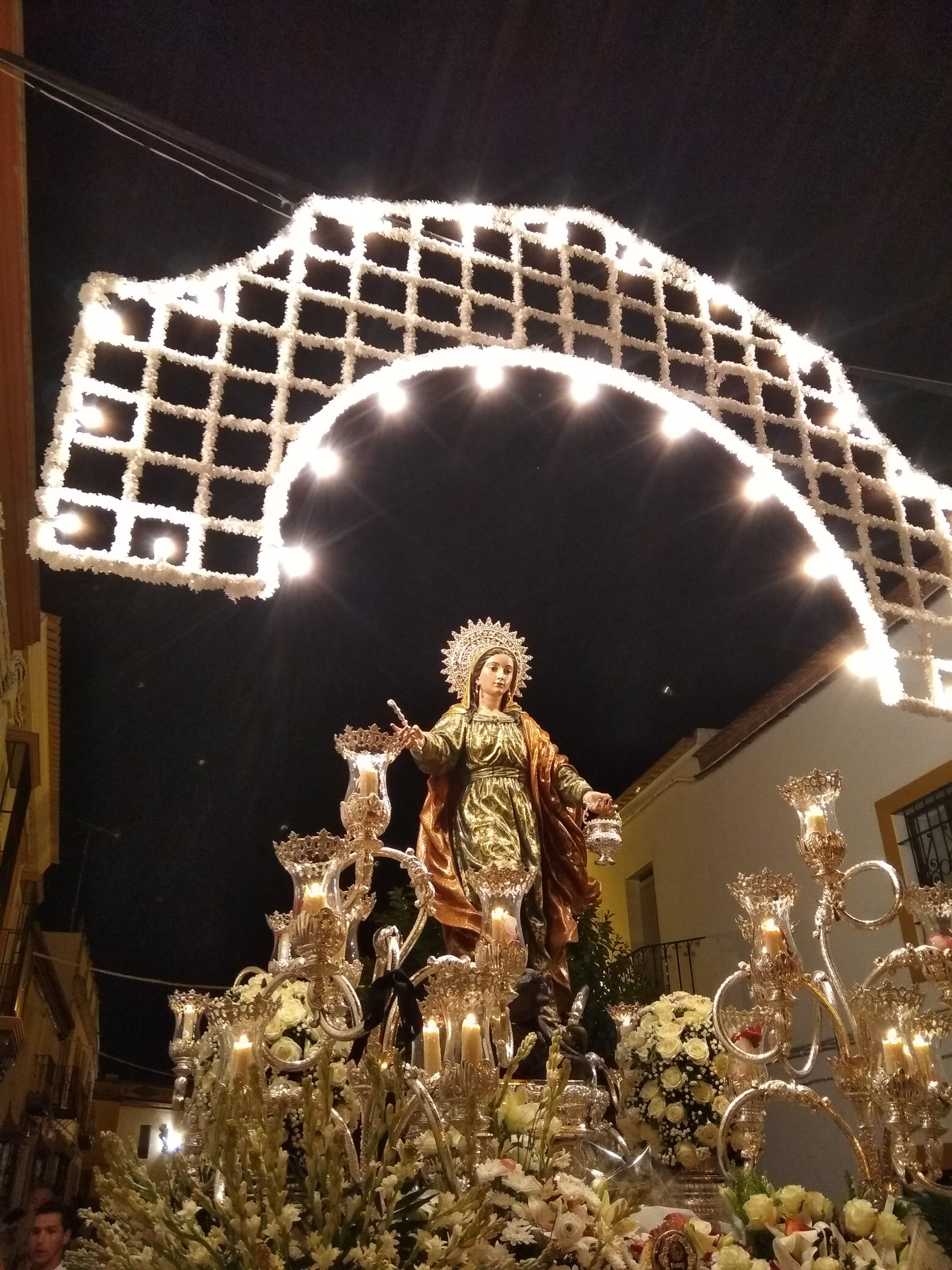
Santa marta bajo las luces que adornan las calles